# بیلا ۲۲۸۱
سیارک ۲۲۸۱ (به انگلیسی: 2281 Biela، نامگذاری:1971UQ1) دو هزار و دویست و هشتاد و یکمین سیارک کشف شده‌است که در ۲۶ اکتبر ۱۹۷۱ کشف شد.
قدر مطلق سیارک برابر ۱۳٫۷۰ است.